# St. Georg (Niederrieden)

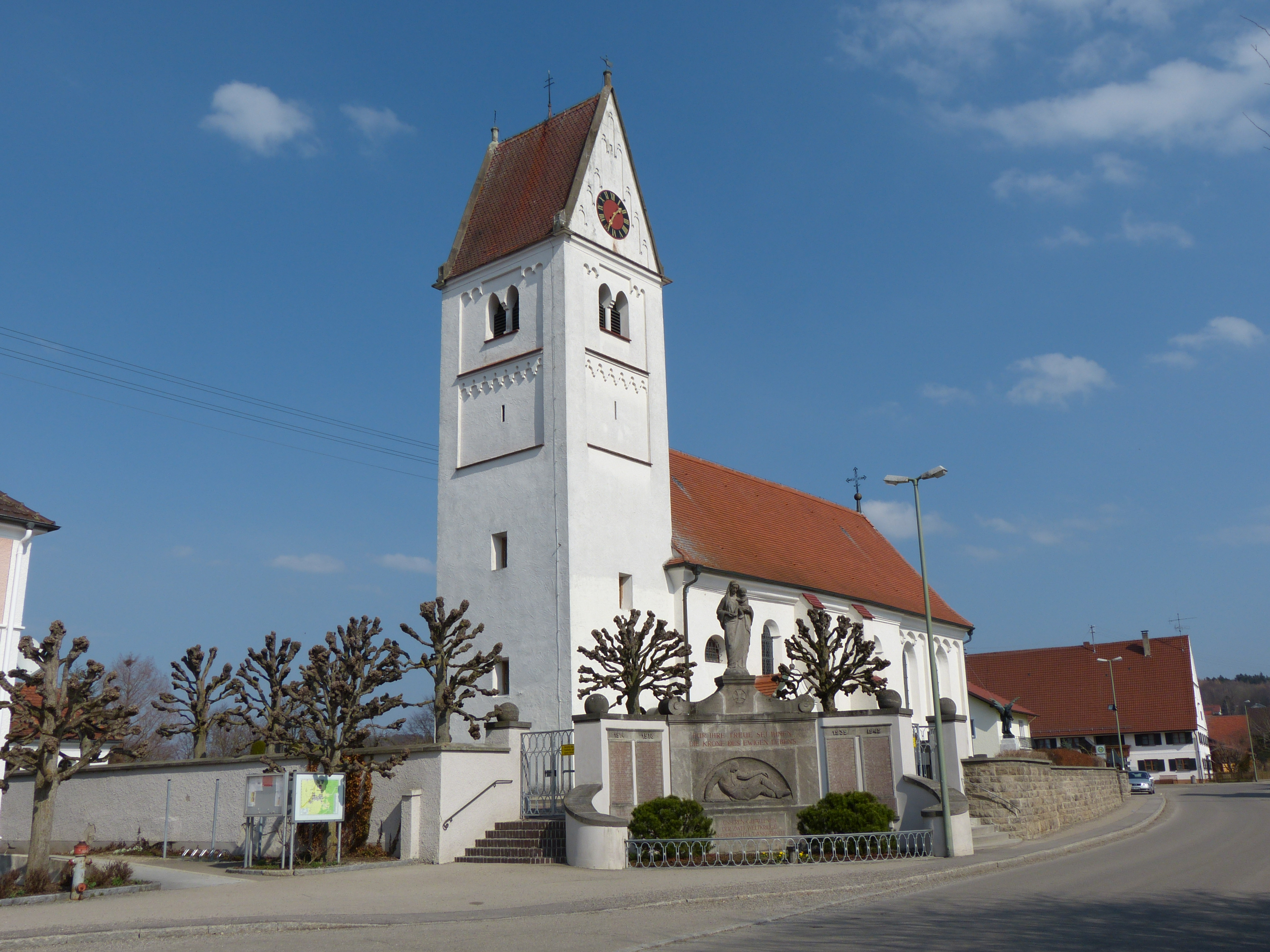
Kirche St. Georg in Niederrieden

Die katholische Pfarrkirche St. Georg befindet sich in Niederrieden im Landkreis Unterallgäu in Bayern. Die Kirche steht unter Denkmalschutz.

## Geschichte

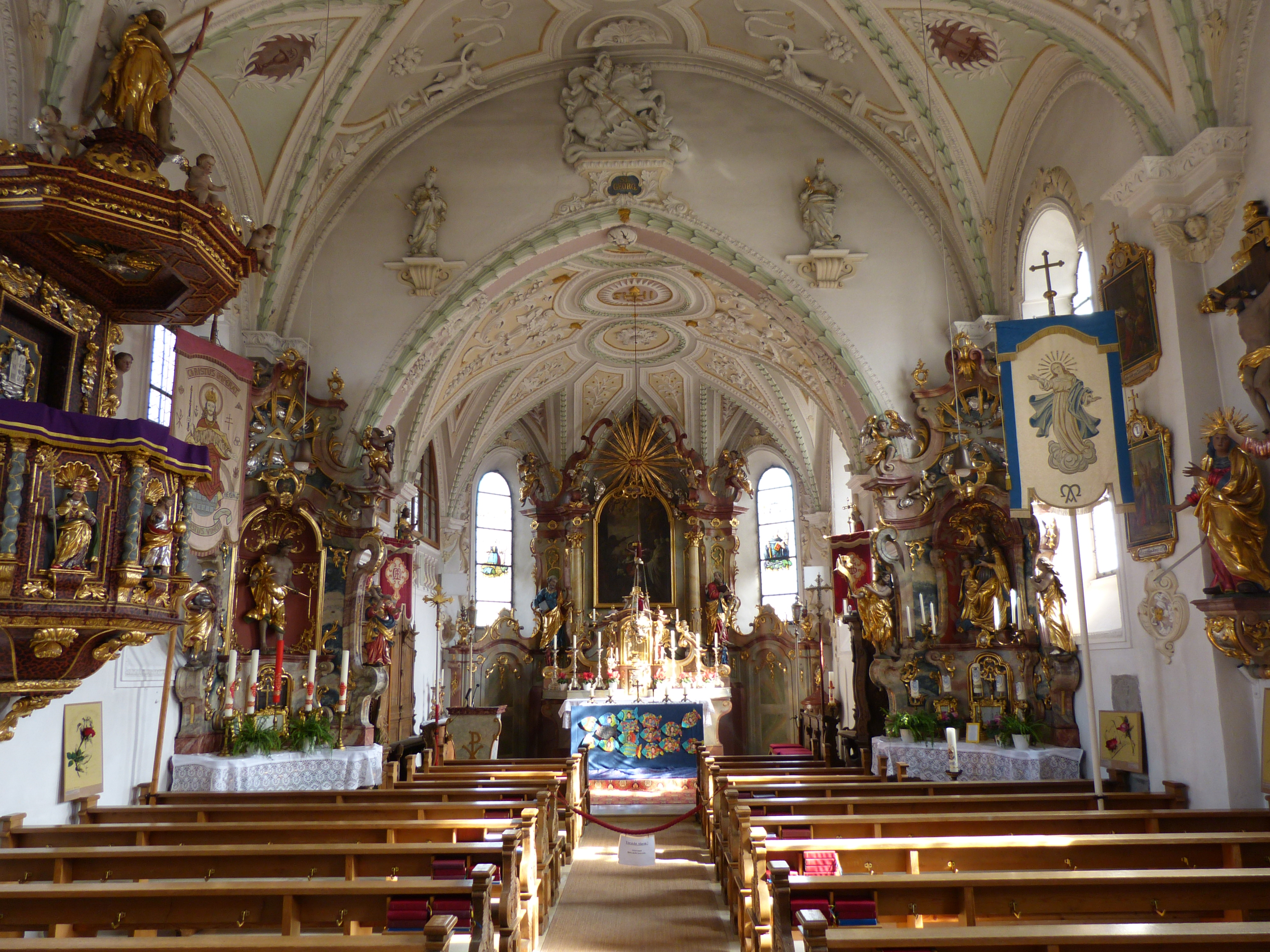
Innenansicht

Eine erste Kirchenweihe des schon im Jahre 838 genannten Ortes fand 1483 statt. Der Kern des Langhauses, sowie der Kirchturm und der Chor stammen aus dieser Zeit. In den Jahren 1679 bis 1693 wurde die Sakristei erbaut. Der Innenraum wurde gegen Ende des 17. Jahrhunderts umgestaltet. Dies geschah unter Abt Gordian Scherrich des Klosters Ottobeuren. Größere Maßnahmen an der Kirche erfolgten 1864 (Generalüberholung des Äußeren), 1871/72 (Innenrestaurierung), 1908/1909 (Renovierung mit Trockenlegen der Außenmauern), 1964/65 (innen und außen), 1982 (außen), 1986 (innen) und 2015/16 (Außenrenovierung und Dachtragwerk).

## Baubeschreibung

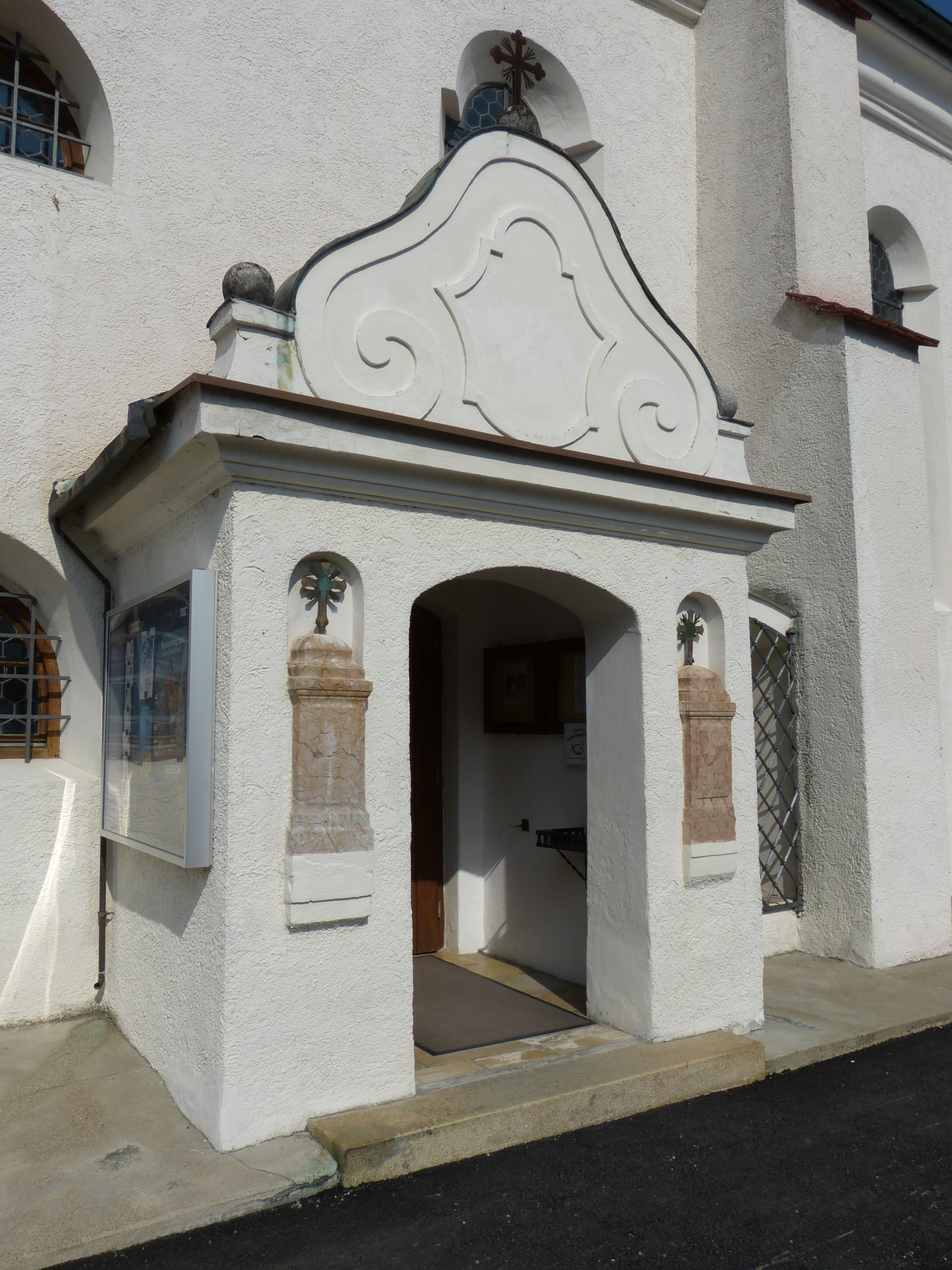
Südliche Vorhalle

Das Langhaus besteht aus vier Fensterachsen und verfügt über eine Stichkappentonne. Mit Ausnahme zweier halbkreisförmiger Fenster in der westlichen Achse, sind alle anderen Fenster mit abgesetztem Rundbogen ausgeführt. Zwei schlichte Strebepfeiler mit Wasserschlag befinden sich an der Südseite des Langhauses. Innen an der Westseite ist eine zweigeschossige Empore angebracht. An das Langhaus schließt sich der wenig eingezogene Chor mit 5/8 Schluss an. Dieser besteht aus einem Joch und verfügt über ein Tonnengewölbe mit Stichkappen. Der Kirchturm befindet sich an der Westseite des Langhauses und ist mit einem Satteldach gedeckt. An den beiden Obergeschossen befinden sich Ecklisenen mit Rundbogenfriesen. Die Turmuntergeschosse sind ungegliedert. Gekoppelte spitzbogige Klangarkaden befinden sich im Obergeschoss, diese sind an allen Seiten des Kirchturmes vorhanden. Die Bezeichnung Renov. 1909 findet sich im Turmgiebel. In die Sakristei an der Nordseite zwischen Chor und Langhaus führt eine rundbogige Tür. Der aus Eichenholz gefertigte Türflügel mit gedrehten Säulen und Hermenpilastern stammt aus der Zeit um 1680. Die Sakristei ist dreiseitig geschlossen und besteht aus zwei Geschossen. Gedeckt ist die Sakristei mit einem Walmdach. Der Zugang zur Kanzel befindet sich außen an der Nordseite des Langhauses. Dieser stammt aus dem 18. Jahrhundert und ist mit einem Pultdach versehen. Aus dem späten 18. Jahrhundert stammt die Vorhalle auf der Südseite. Die mit einem Satteldach gedeckte Vorhalle besitzt einen geschwungenen Giebel. Unmittelbar an der Ostseite der Vorhalle ist eine Nische für einen Kerkerchristus angebracht.

## Ausstattung
Der Hochaltar ist ein marmorierter Holzaufbau und wurde im Jahr 1791 geweiht. Auf der freistehenden sarkophagförmigen Mensa befindet sich ein Drehnischentabernakel. Auf den Volutenvorlagen des Tabernakels befinden sich gefasste Holzfiguren der Evangelisten Lukas und Matthäus. Bekrönt wird der Tabernakel von einer Darstellung des Lamm Gottes. Leuchtertragende Putten befinden sich auf den geschweiften Seitenteilen, seitlich abgeschlossen wird der Tabernakel mit Voluten, auf welchen sich kleine Holzfiguren der zwei weiteren Evangelisten Johannes und Markus befinden. Das Retabel besteht ebenfalls aus marmoriertem Holz. Dieses ist vergoldet und mit Rocailledekor geschmückt. Das Altarblatt zeigt das Martyrium des hl. Georg. Daneben befinden sich Freisäulen mit konkaven Rücklagen. Rechts und links wird das Retabel von den Holzfiguren der Hll. Petrus und Paulus begrenzt.

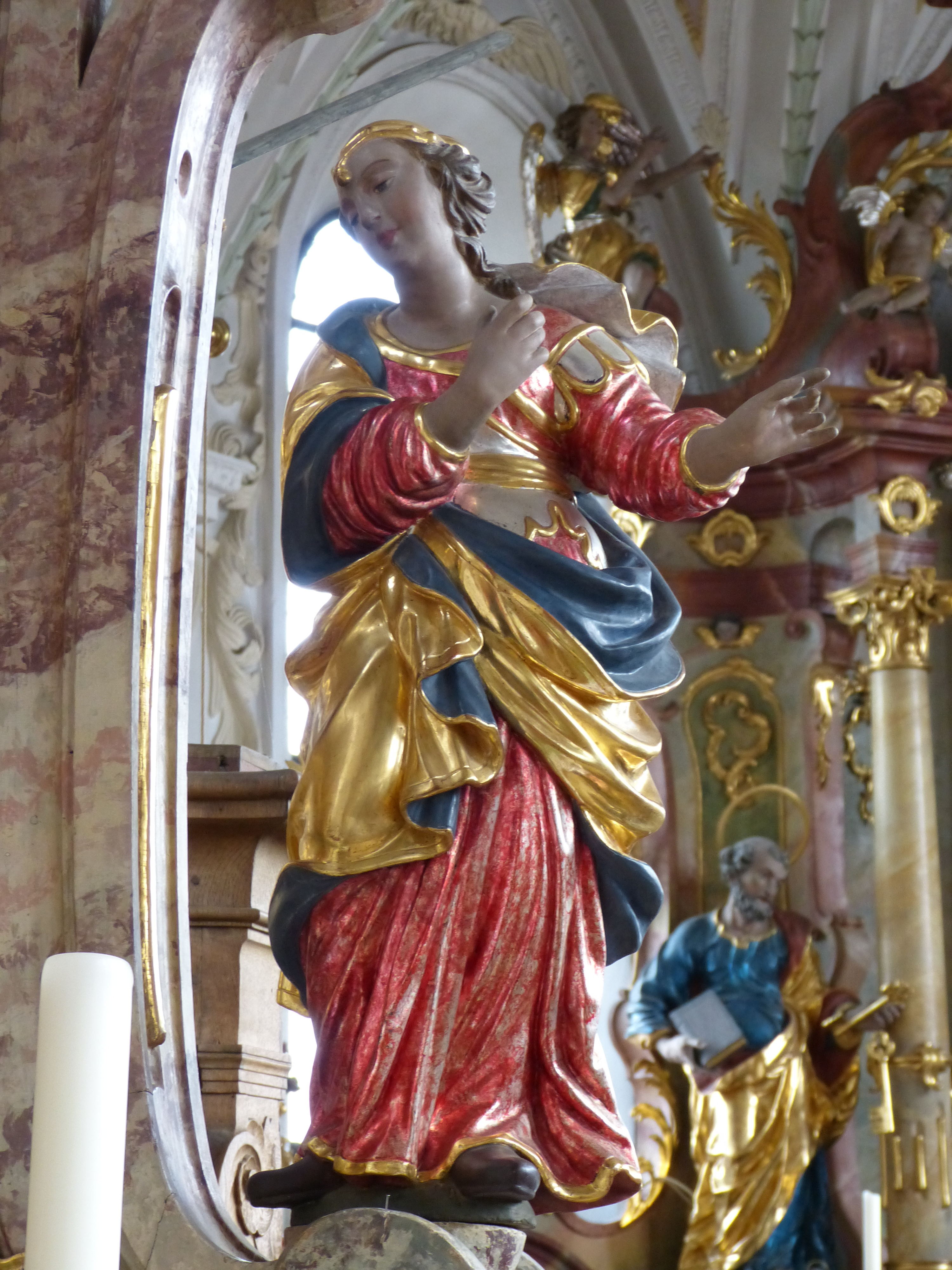
Figur des linken Seitenaltars

Die beiden Seitenaltäre wurden im gleichen Jahr wie der Hochaltar geweiht und sind ebenfalls marmorierte Holzaufbauten. In beiden befindet sich kein Altarblatt, sondern, jeweils über der Mensa, eine Holzfigur. Links ist die Figur des hl. Sebastian dargestellt, rechts eine Sitzmadonna aus der Zeit um 1520. Bezeichnet ist diese mit HHO und dem Meister von Ottobeuren nahestehend. Volutenvorlagen befinden sich seitlich an beiden Altären. Auf diesen sind weitere Holzfiguren angebracht, so sind links der hl. Vitus und die hl. Katharina und rechts Johannes der Täufer und die hl. Magdalena dargestellt. Die Auszüge der Seitenaltäre sind mehrfach geschweift und zeigen links das Auge Gottes und rechts die Taube des Hl. Geistes.

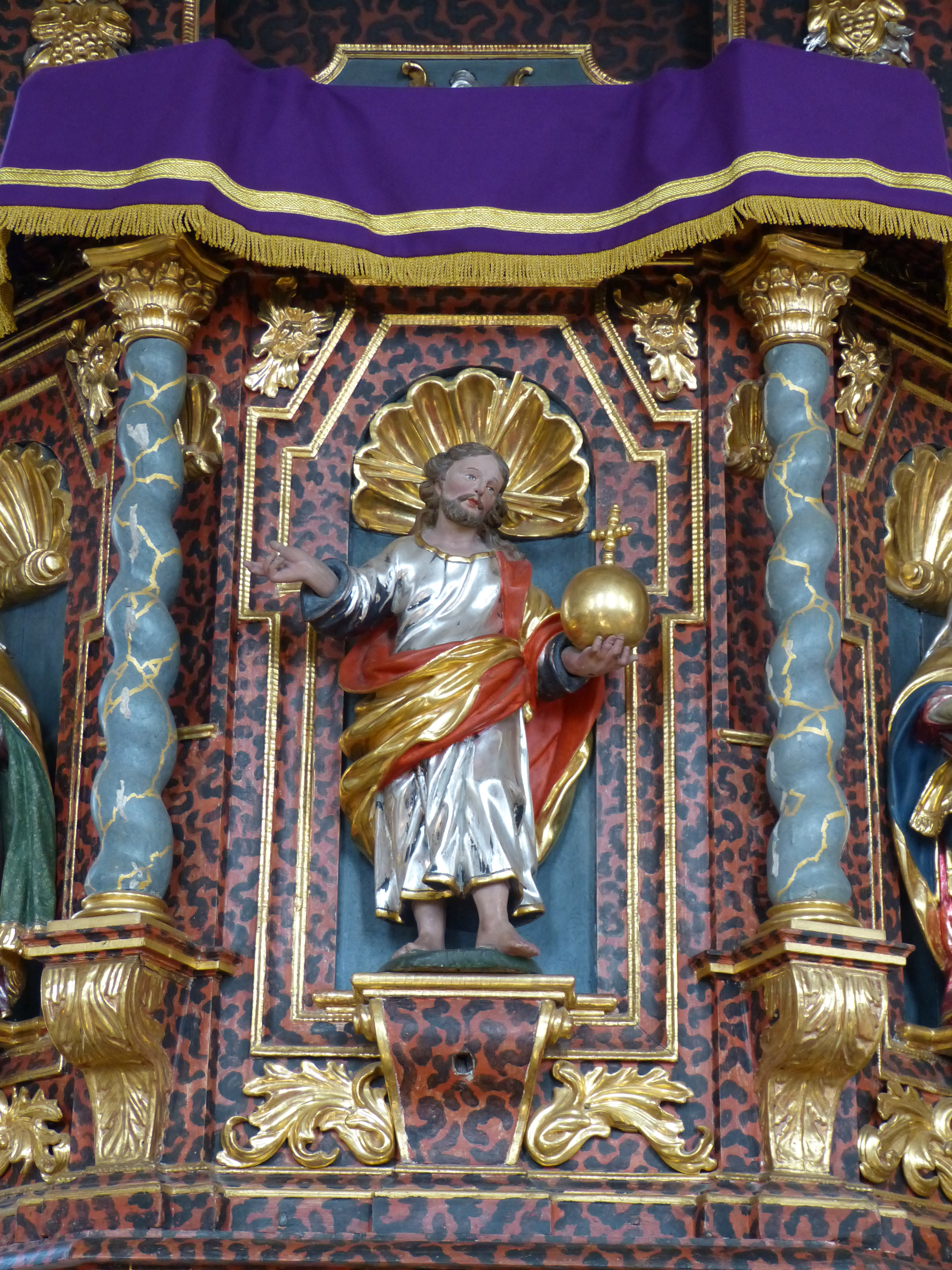
Figur Jesu Christi an der Kanzel

Der aus Rotmarmor gefertigte Taufstein stammt aus der ersten Hälfte des 18. Jahrhunderts. Auf dem Deckel befindet sich eine kleine Holzfigur Johannes des Täufers. Das Becken ist geriffelt und ruht auf einer gebauchten Säule. Die Kanzel besteht aus einem polygonalen Korb. Dieser ist durch gedrehte Freisäulen gegliedert. In den Feldern befinden sich eine Figur Jesu Christi und weitere Figuren der vier Kirchenväter. Als marmorierter Holzaufbau wurde die Kanzel Anfang des 18. Jahrhunderts gefertigt. Auf dem Schalldeckel befinden sich Putten sowie die Figur Johannes des Täufers.
In der Kirche ist ein aus vierzehn Stationen bestehender Kreuzweg aus dem 18. Jahrhundert. Ein Gemälde der Immaculata aus dem 17. oder 18. Jahrhundert befindet sich im Chor über der Sakristei. Um das Jahr 1700 wurde das Gemälde des Gekreuzigten geschaffen. Aus der ersten Hälfte des 19. Jahrhunderts stammen die Gemälde des Schmerzensmannes und der Schmerzhaften Muttergottes.
In der Kirche befinden sich mehrere gefasste Holzfiguren. Aus dem 18. Jahrhundert stammen die Darstellung des Joseph mit Jesuskind, das Vesperbild, der Kruzifixus mit Maria und Johannes, das Vortragekreuz, sowie der Kerkerchristus in der Nische neben der südlichen Vorhalle. Aus dem letzten Viertel des 15. Jahrhunderts stammt die Figur der stehenden Muttergottes. In der Kirche befindet sich ein Pfarrergrabstein aus dem 18. Jahrhundert. Zwei weitere Pfarrgrabmäler sind an der südlichen Vorhalle angebracht.
Die Beichtstühle sind aus Eichenholz geschaffen und stammen von 1780. Die geschweiften Bekrönungen der dreiteiligen Beichtstühle zieren gefasste Holzfiguren. Im nördlichen Beichtstuhl befindet sich die Figur eines Paradiesengels, im südlichen der Erzengel Michael als Seelenwäger. Zwei Reihen des Laiengestühls im Langhaus stammen von 1700. Die Vorderbrüstungen des Laiengestühls enthalten gedrehte Säulchen, die Eichenholzwangen sind mit Blattvoluten geschnitzt.